# Ростислав (архієпископ Пряшівський)
Митрополит Ростислав (словац. Arcibiskup Rastislav, світське ім'я Ондрей Ґонт; нар. 25 січня 1978, Снина) — словацький релігійний діяч. Архієпископ пряшівський, митрополит Чеських земель і Словаччини, предстоятель Православної церкви Чеських земель і Словаччини.
Володіє словацькою, чеською, грецькою, німецькою, українською (лемківський говір), російською, сербською та польською мовами.
Хіротонізований на єпископа 2012 на Пряшівську єпархію у Словаччині), а 2014 обраний Предстоятелем Церкви.

## Біографія
В 2002 році закінчив Православний богословський факультет Пряшівського університету, навчався в Університеті імені Арістотеля в Салоніках, побував в декількох академічних відрядженнях.
Прийняв сан і монаший постриг на честь рівноапостольного князя Ростислава Моравського. Ніс службу на одній із православних парафій Словаччини.
20 жовтня 2012 року на єпархіальних зборах Пряшівської православної єпархії в Кафедральному соборі св. благовірного князя Олександра Невського в Пряшеві, в яких брали участь 192 делегата, ієромонах Ростислав був обраний архієпископом Пряшівським і всієї Словаччини. Крім нього також розглядались кандидатури єпископа Комарненського Тихона, вікарія Пряшівської єпархії і священика Николая Цупера. Ієромонах Ростислав отримав в третьому колі голосування 83 % голосів присутніх делегатів.
18 листопада 2012 року в кафедральному соборі Олександра Невського в Пряшеві відбулась його єпископська хіротонія. Рукопокладання провели митрополит Празький, Чехії і Словацьких земель Христофор, архієпископ Михаловско-Кошицький Георгій, архієпископ Мукачевський і Ужгородський Феодор (Українська Православна церква), єпископи Горлицький Паїсій (Мартинюк) (Польська Православна церква), Годонинський Іоаким (Грди) і Егарський Порфирій (Періч) (Сербська Православна церква). В цей же день відбулась його інтронізація.
В липні 2013 року очолив делегацію Православної церкви Чеських земель і Словаччини на урочистостях, присвячених 1025-річчю хрещення Русі.
9 грудня 2013 року вибраний Місцеблюстителем Митрополичого престолу Православної Церкви Чеських земель і Словаччини, а 11 січня 2014 року на позачерговому XIII Помісному Соборі — предстоятелем Православної церкви Чеських земель і Словаччини.
9 лютого 2014 року, в кафедральному соборі Олександра Невського в Пряшеві відбулася інтронізація блаженнійшого Ростислава, архієпископа Празького, митрополита Чеських земель і Словаччини. Його обрання не було визнане чеською державою і Константинопольським Патріархатом, що визнавав архієпископа Симеона місцеблюстителем вакантного престолу і єдиним канонічним ієрархом в ПЦЧЗС, заявляючи про тиск з боку Російської Православної Церкви на місцевих архієреїв. Законним його визнали словацька влада і Московський Патріархат.
Після довгих переговорів в січні 2016 року Константинополь визнав його канонічним главою церкви Чеських земель і Словаччини, за умови, що: «архієпископ Пряшівський Ростислав публічно вибачиться за непристойні та образливі висловлювання, які він виголосив публічно на адресу Вселенського Патріархату — Матері-Церкви Православної церкви Чеських земель та Словаччини, від якої вона отримала християнську віру, і на адресу високоповажної особи Вселенського Патріархату і грекомовних православних церков».
Ростислав засудив процес надання автокефалії православній церкві України, заявивши, що «спроба легалізувати розкольників повинна бути рішуче засуджена».

### Сайти
- (рос.) http://drevo-info.ru/articles/22616.html [Архівовано 22 лютого 2014 у Wayback Machine.] Ростислав (Гонт)) в енциклопедії (Древо)